# Taika Waititi
Taika David Cohen, professionalmente conosciuto come Taika Waititi (Wellington, 16 agosto 1975), è un regista, sceneggiatore, attore e comico neozelandese, vincitore nel 2020 dell'Oscar alla miglior sceneggiatura non originale per Jojo Rabbit, che ha anche diretto.

## Biografia
Cresciuto nell'area di Raukokore, nell'Isola del Nord, suo padre è un maori della tribù Te Whānau-ā-Apanui, mentre sua madre è di discendenza ebraica/russa. Waititi ha usato il cognome di sua madre, Cohen, in alcuni suoi lavori. Mentre studiava storia del teatro alla Victoria University di Wellington, Waititi ha fatto parte del gruppo comico So You're a Man, che ha avuto un modesto successo in Nuova Zelanda. Sempre come comico, ha in seguito fatto parte del duo The Humourbeats con Jemaine Clement, vincendo il più importante premio neozelandese assegnato ai comici, il Billy T Award, nel 1999. Nello stesso anno ha recitato nel film Scarfies.
Nel 2005 il corto da lui scritto e diretto Two Cars, One Night è stato candidato all'Oscar al miglior cortometraggio. Nel 2007 dirige il suo primo lungometraggio, Eagle vs Shark, distribuito limitatamente anche negli Stati Uniti. Nello stesso anno scrive e dirige due episodi della serie Flight of the Conchords. Il suo secondo lungometraggio, Boy, è stato presentato al Sundance Film Festival nel gennaio 2010, ed è stato candidato per il Gran Premio della Giuria. Alla sua uscita il film è diventato il maggior incasso di sempre in Nuova Zelanda. Nel 2011 Waititi ha diretto la prima stagione della serie televisiva Super City ed ha interpretato Thomas Kalmaku nel film Lanterna Verde.
Nel 2013 ha co-diretto e interpretato il mockumentary Vita da vampiro - What We Do in the Shadows insieme a Jemaine Clement. Il film è stato presentato al Sundance Film Festival nel gennaio 2014. Il suo quarto lungometraggio, Selvaggi in fuga, è stato presentato al Sundance Film Festival 2016. Nel 2015 collabora alla sceneggiatura del film d'animazione Oceania dei Walt Disney Animation Studios, e viene scelto dai Marvel Studios per dirigere il film Thor: Ragnarok del 2017, film in cui interpreta anche il personaggio di Korg, ruolo poi ripreso in Avengers: Endgame e in Thor: Love and Thunder. Nel 2017 viene coinvolto nell'adattamento live action di Akira.
Nel 2019 Waititi dirige il film Jojo Rabbit, interpretato da Scarlett Johansson e Sam Rockwell, nel quale interpreta personalmente una versione immaginaria di Adolf Hitler; il film, in seguito, si aggiudica l'Oscar alla migliore sceneggiatura non originale. Sempre nello stesso anno collabora alla serie originale Disney+ The Mandalorian, in cui doppia un personaggio e dirige l'episodio finale. Nel 2021 Taika Waititi affianca Ryan Reynolds nel film Free Guy - Eroe per gioco, commedia d'azione a tema videoludico diretta da Shawn Levy. Nel 2021 esce il cortometraggio Save Ralph della Humane Society International, in cui Waititi doppia il protagonista (un coniglio da laboratorio), così come la nuova serie Reservation Dogs per Hulu.
Taika Waititi è inoltre regista e sceneggiatore del quarto film dedicato a Thor dal titolo Thor: Love and Thunder, uscito nel 2022, e di un futuro film di Star Wars. Nello stesso anno si dedica alla scrittura di un film live action su Flash Gordon, evoluzione del progetto per un film animato affidato allo stesso Waititi anni prima. Sempre nel 2022 interpreta il pirata Edward "Ed" Teach / Blackbeard nella nuova serie HBO Max Our Flag Means Death. Si è inoltre occupato della regia del primo episodio e della produzione esecutiva dell'intera serie. Nel 2023 esce il film Next Goal Wins - Chi segna vince, basato sulla vita dell'allenatore di calcio Thomas Rongen e sulla nazionale di calcio delle Samoa Americane. Inizialmente nel 2020 le riprese erano già terminate, ma l'uscita è stata rimandata a causa della pandemia.

## Vita privata
Taika Waititi è stato sposato con la produttrice cinematografica neozelandese Chelsea Winstanley, da cui ha avuto due figlie: Te Hinekāhu e Matewa Kiritapu. Si sono separati nel 2018.
Nel 2021 ha iniziato una relazione sentimentale con la cantante Rita Ora, divenuta poi sua moglie nell'agosto 2022.

## Filmografia

### Regista

#### Cinema
- Eagle vs Shark (2007)
- Boy (2010)
- Vita da vampiro - What We Do in the Shadows (What We Do in the Shadows) (2014)
- Selvaggi in fuga (Hunt for the Wilderpeople) (2016)
- Thor: Ragnarok (2017)
- Jojo Rabbit (2019)
- Thor: Love and Thunder (2022)
- Chi segna vince (Next Goal Wins) (2023)

#### Cortometraggi
- John & Pogo (2002)
- Two Cars, One Night (2003)
- Heinous Crime (2004)
- Tama Tū (2005)
- What We Do in the Shadows: Interviews with Some Vampires (2005)
- Team Thor (2016)
- Team Darryl (2018)
- Il bambino e l'amico polpo  (2024)

#### Televisione
- Flight of the Conchords – serie TV, 4 episodi (2007-2009)
- Super City – serie TV, 6 episodi (2011)
- The Inbetweeners - Quasi maturi (The Inbetweeners) – serie TV, 5 episodi (2012)
- What We Do in the Shadows – serie TV, episodi 1x01, 1x07, 1x10 (2019)
- The Mandalorian – serie TV, episodio 1x08 (2019)
- Our Flag Means Death – serie TV, episodio 1x01 (2022)

### Sceneggiatore

#### Cinema
- Eagle vs Shark (2007)
- Boy (2010)
- Vita da vampiro - What We Do in the Shadows (What We Do in the Shadows) (2014)
- Oceania (Moana) (2016) - non accreditato
- Selvaggi in fuga (Hunt for the Wilderpeople) (2016)
- Jojo Rabbit (2019)
- Thor: Love and Thunder (2022)
- Chi segna vince (Next Goal Wins) (2023)

#### Cortometraggi
- John & Pogo (2002)
- Two Cars, One Night (2003)
- Heinous Crime (2004)
- Tama Tū (2005)
- What We Do in the Shadows: Interviews with Some Vampires (2005)
- The Captain, regia di Nash Edgerton e Spencer Susser (2013)
- Team Thor (2016)
- Team Darryl (2018)

#### Televisione
- Flight of the Conchords – serie TV, episodi 1x07, 2x08 (2007-2009)
- Reservation Dogs (2021 - 2023)

### Attore

#### Cinema
- Scarfies, regia di Robert Sarkies (1999)
- Snakeskin, regia di Gillian Ashurst (2001)
- Tongan Ninja, regia di Jason Stutter (2002)
- Futile Attraction, regia di Mark Prebble (2004)
- Eagle vs Shark, regia di Taika Waititi (2006)
- Boy, regia di Taika Waititi (2010)
- Lanterna Verde (Green Lantern), regia di Martin Campbell (2011)
- Vita da vampiro - What We Do in the Shadows (What We Do in the Shadows), regia di Taika Waititi (2014)
- Selvaggi in fuga (Hunt for the Wilderpeople), regia di Taika Waititi (2016)
- Thor: Ragnarok, regia di Taika Waititi (2017)
- Seven Stages to Achieve Eternal Bliss, regia di Vivieno Caldinelli (2018)
- Avengers: Endgame, regia di Anthony e Joe Russo (2019)
- Jojo Rabbit, regia di Taika Waititi (2019)
- The Suicide Squad - Missione suicida, regia di James Gunn (2021)
- Free Guy - Eroe per gioco (Free Guy), regia di Shawn Levy (2021)
- Il visionario mondo di Louis Wain (The Electrical Life of Louis Wain), regia di Will Sharpe (2021)
- Thor: Love and Thunder, regia di Taika Waititi (2022)
- Chi segna vince (Next Goal Wins), regia di Taika Waititi (2023)

#### Cortometraggi
- A New Way Home, regia di Michael Duignan (2001)
- Turangawaewae, regia di Peter Burger (2002)
- Heinous Crime, regia di Taika Waititi (2004)
- Toy Boy, regia di Bill Giannakakis (2004)
- Falling Leaves, regia di Loren Taylor (2005)
- What We Do in the Shadows: Interviews with Some Vampires, regia di Taika Waititi (2005)
- The Captain, regia di Nash Edgerton e Spencer Susser (2013)

#### Televisione
- The Tribe – serie TV, episodio 4x24 (2002)
- The Strip – serie TV, 13 episodi (2002)
- Revelations – serie TV, episodio 1x14 (2003)
- Freaky – serie TV, episodio 1x02 (2003)
- Flight of the Conchords – serie TV, episodio 1x07 (2007)
- The Jaquie Brown Diaries – serie TV, episodio 2x07 (2009)
- Radiradirah – serie TV, 8 episodi (2010)
- What We Do in the Shadows – serie TV, episodio 1x07-3x01-3x10 (2019-2021)
- Our Flag Means Death – serie TV, episodi (2022)

### Doppiatore
- Rick and Morty – serie animata, episodio 4x02 (2019)
- The Mandalorian - serie TV, 3 episodi (2019)
- Save Ralph, regia di Spencer Susser - cortometraggio (2021)
- What If...? - serie animata (2021)
- Lightyear - La vera storia di Buzz (Lightyear), regia di Angus MacLane (2022)

### Produttore

#### Cinema
- Vita da vampiro - What We Do in the Shadows (What We Do in the Shadows) (2014)
- Selvaggi in fuga (Hunt for the Wilderpeople) (2016)
- Jojo Rabbit (2019)
- Night Raiders (2021)
- Chi segna vince (Next Goal Wins), regia di Taika Waititi (2023)

#### Cortometraggi
- Heinous Crime (2004)
- What We Do in the Shadows: Interviews with Some Vampires (2005) - produttore esecutivo

#### Televisione
- Wellington Paranormal – serie TV, 19 episodi (2018-2019) - produttore esecutivo
- What We Do in the Shadows – serie TV, 10 episodi (2019) - produttore esecutivo
- Reservation Dogs (2021 - in corso) - produttore esecutivo
- Our Flag Means Death – serie TV, 10 episodi (2022) - produttore esecutivo

## Riconoscimenti
- Premio Oscar
  - 2005 – Candidatura al miglior cortometraggio per Two Cars, One Night
  - 2020 – Candidatura al miglior film per Jojo Rabbit
  - 2020 – Migliore sceneggiatura non originale per Jojo Rabbit

- Critics' Choice Awards
  - 2020 – Candidatura alla migliore sceneggiatura non originale per Jojo Rabbit
  - 2020 – Candidatura al miglior film per Jojo Rabbit
  - 2020 – Candidatura al miglior film commedia per Jojo Rabbit
- Grammy Award[27]
  - 2021 – Migliore compilation/soundtrack per un media audiovisivo – Jojo Rabbit

- Premio BAFTA
  - 2020 – Migliore sceneggiatura non originale per Jojo Rabbit
- Premio Emmy
  - 2020 – Candidatura alla migliore serie commedia – What We Do in the Shadows
  - 2020 – Candidatura al miglior doppiatore – The Mandalorian
  - 2022 – Candidatura alla migliore serie commedia – What We Do in the Shadows

- Screen Actors Guild Award
  - 2020 – Candidatura al miglior cast cinematografico per Jojo Rabbit

## Doppiatori italiani
Nelle versioni in italiano dei suoi film, Taika Waititi è stato doppiato da:
- Massimiliano Alto in Thor: Ragnarok, Avengers: Endgame, What We Do in the Shadows (ep. 3x01), The Suicide Squad - Missione suicida, Free Guy - Eroe per gioco, Thor: Love and Thunder, Chi segna vince
- Gianfranco Miranda in Lanterna Verde
- Mino Caprio in Selvaggi in fuga
- Alessandro Budroni in Jojo Rabbit
- Tony Sansone in What We Do in the Shadows (ep. 3x10)
- Fabrizio Temperini in Il visionario mondo di Louis Wain

Da doppiatore è sostituito da:
- Massimiliano Alto in Lightyear - La vera storia di Buzz, What If...? (st. 2-3), I Simpson
- Carlo Scipioni in The Mandalorian
- Giorgio Reina in What If...? (st. 1)